# Kris Burley
Kristan A. (Kris) Burley (ur. 29 stycznia 1974 w Truro, Nowa Szkocja) – gimnastyk kanadyjski, medalista Igrzysk Panamerykańskich i Igrzysk Wspólnoty Narodów, olimpijczyk z Atlanty (1996).

## Życiorys
W 1995 i 1999 zdobywał mistrzostwo Kanady w wieloboju. W 1991 jako pierwszy gimnastyk z Nowej Szkocji został powołany do reprezentacji seniorskiej, reprezentował Kanadę na mistrzostwach świata, Igrzyskach Wspólnoty Narodów w 1994 (Victoria, Kanada, zdobył złoto i trzy srebrne medale) i 1998 (Kuala Lumpur, Malezja, zdobył po jednym medalu srebrnym i brązowym), Igrzyskach Panamerykańskich w 1995 (Mar del Plata) i 1999 (Winnipeg). W obu startach na igrzyskach panamerykańskich sięgał po dwa brązowe medale. W 1996 znalazł się w ekipie kanadyjskiej na igrzyska olimpijskie w Atlancie, gdzie zajął dalsze pozycje – 40. miejsce w skoku przez konia, 64. w ćwiczeniach na poręczach, 81. w ćwiczeniach wolnych, 88. w ćwiczeniach na drążku, 96. w ćwiczeniach na koniu z łękami i 97. w ćwiczeniach na kółkach. W indywidualnym wieloboju był na 69. miejscu. Dwukrotnie otrzymał tytuł najlepszego gimnastyka roku w Kanadzie. Z początkiem 2000 zakończył karierę sportową i podjął pracę w cyrku Cirque du Soleil.
Już po zakończeniu kariery sportowej ujawnił publicznie swoją orientację homoseksualną i w 2014 włączył się w działania Kanadyjskiego Komitetu Olimpijskiego na rzecz podniesienia poziomu akceptacji osób homoseksualnych w środowisku sportowym i całym społeczeństwie.
W 2018 został wpisany do Hall of Fame sportu w prowincji Nowa Szkocja.